# Vlottend fonteinkruid
Vlottend fonteinkruid (Potamogeton ×fluitans) is een vaste plant die behoort tot de fonteinkruidfamilie (Potamogetonaceae). Deze waterplant komt van nature voor in de gematigde en koudere streken op het noordelijk halfrond. In Nederland wordt de soort zeer zeldzaam aangetroffen in Friesland en op enkele plaatsen in Noord-Overijssel, Midden-Nederland, Noord-Brabant en Noord-Limburg. Het aantal chromosomen is 2n = 52
Vlottend fonteinkruid wordt 60-200 cm lang en heeft een sterk vertakte wortelstok. De stengel kan meer dan een meter lang worden. De ondergedoken bladeren bestaan uit een bladsteel. Ze hebben een stekelige punt of een tot 12 mm lange uittredende middennerf. De geelgroene tot donkergroene, drijvende bladen hebben een golvende rand. De bladschijf is 55-155 mm lang en 10-36 mm breed. Bij de drijvende bladeren is de steel meestal duidelijk korter dan de bladschijf. De 45-85 mm lange, doorschijnende steunblaadjes zijn op de twee nerven gevleugeld.
Vlottend fonteinkruid bloeit van mei tot in augustus met groene bloemen. De bloeiwijze is een 3-8 cm lange aar met een niet verdikte, tot 10 cm lange steel.
De vrucht is een 4-5 mm groot nootje. Vlottend fonteinkruid is echter vrijwel altijd onvruchtbaar.
Vlottend fonteinkruid prefereert zonnige, heldere, niet te ondiepe, matig voedselrijke, stilstaande of matig stromende, meestal kalkrijke, zoete wateren boven een bodem van een wisselende samenstelling. De hybride groeit in meren, riviertjes en andere wateren. Aangezien de beide stamouders een verspreiding hebben in de gematigde streken van het Noordelijke Halfrond en Nederland geheel binnen het Europese areaal van de beide ouders valt, zou de hybride overal in Nederland kunnen opduiken, maar blijft beperkt tot de pleistocene gronden en is daar zeer zeldzaam. De verspreiding van de bastaard is wereldwijd overigens ook onvoldoende bekend. Vlottend fonteinkruid combineert kenmerken van de beide ouders, zo zijn de drijvende bladeren gegolfd en hebben ze geen gewricht zodat ze waaiervormig en niet kriskras uitgespreid op het water liggen. Vlottend fonteinkruid vertoont frustratiebloei (blijven bloeien zonder dat het tot vruchtvorming komt) en in Nederland komt het niet tot vruchtzetting.

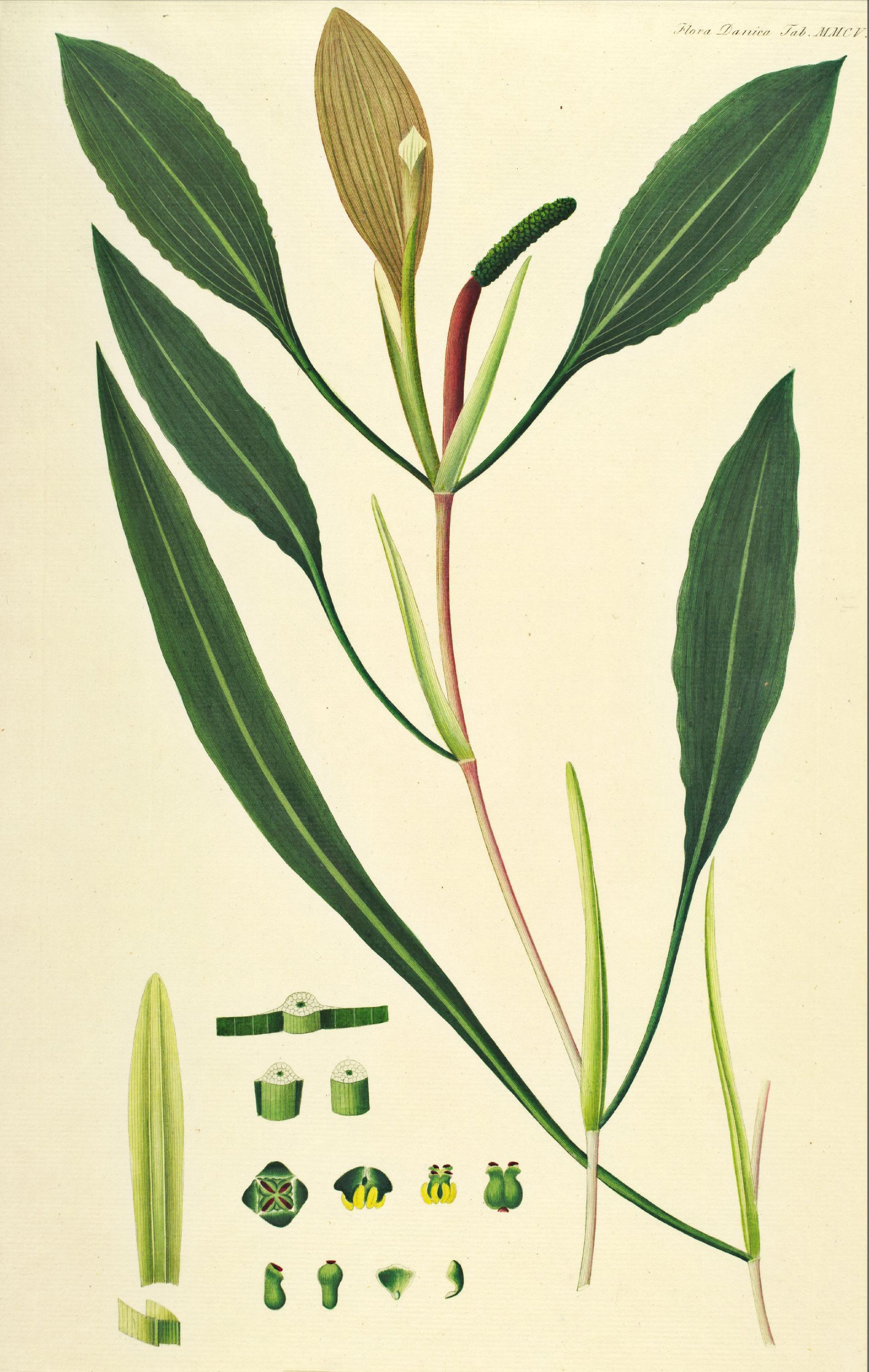
Met steunblaadjes]
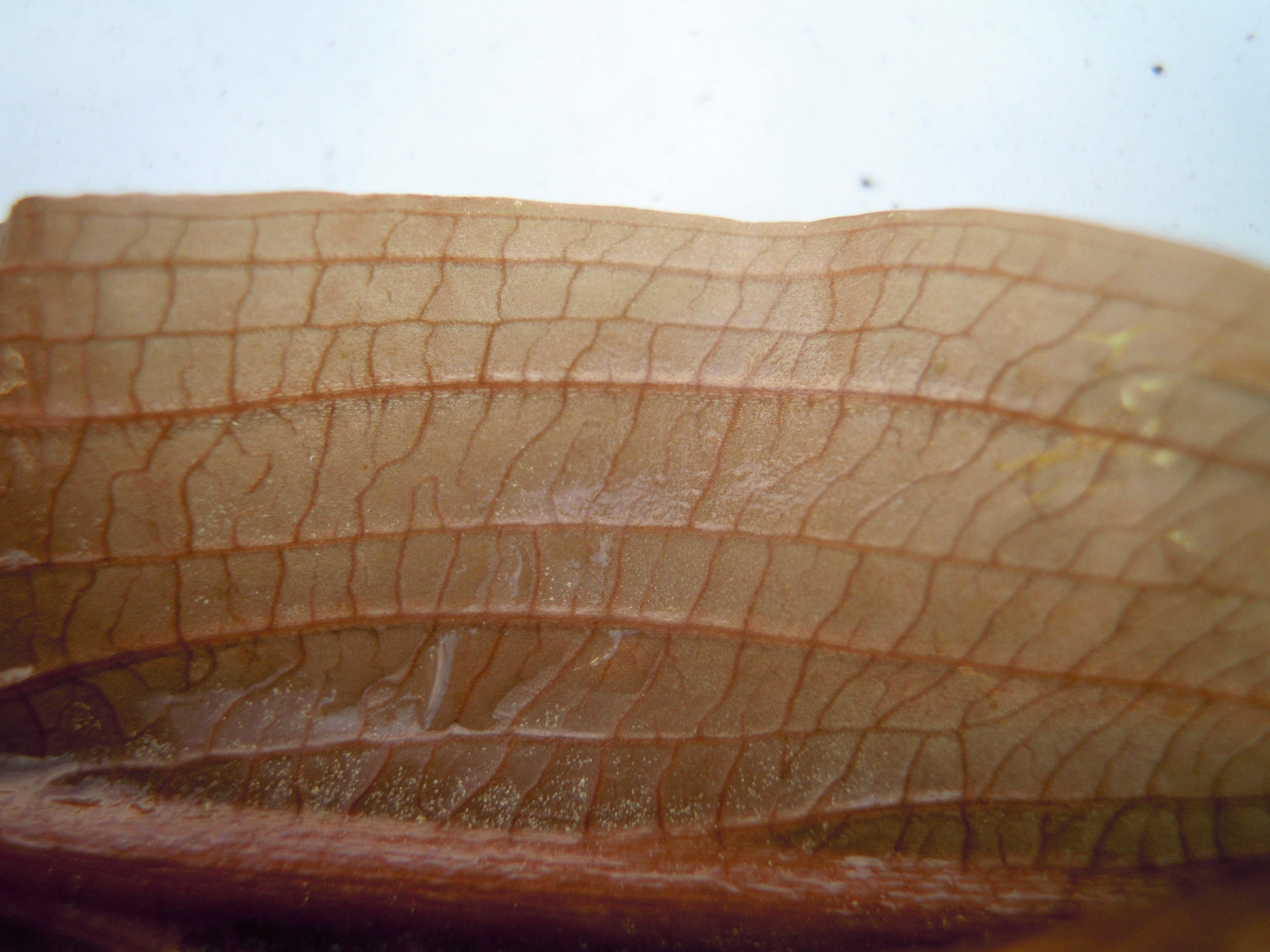
Blad
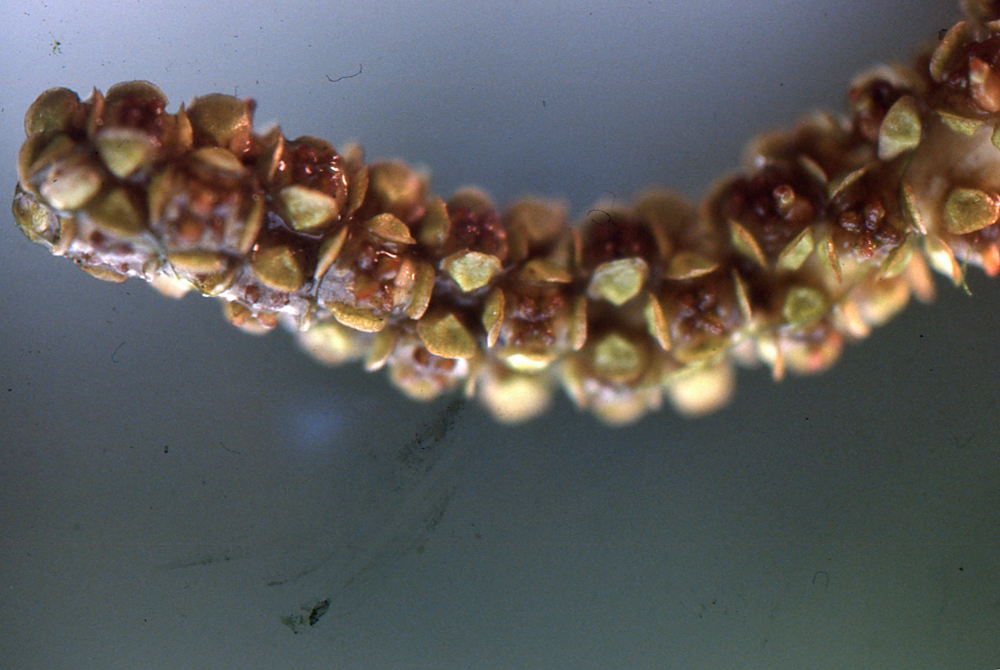
Vruchten